# Tetrastichus urundiensis
Tetrastichus urundiensis är en stekelart som beskrevs av Jean Risbec 1957. Tetrastichus urundiensis ingår i släktet Tetrastichus och familjen finglanssteklar.
Artens utbredningsområde är:
- Burundi.
- Rwanda.

Inga underarter finns listade i Catalogue of Life.